# Bob de Vries
Bob de Vries (* 16. Dezember 1984 in Haule) ist ein niederländischer Eisschnellläufer.

## Werdegang
De Vries startete im Dezember 2009 in Salt Lake City erstmals im Eisschnelllauf-Weltcup und belegte dabei den vierten Platz in der Teamverfolgung und den ersten Rang in der B-Gruppe über 5000 m. In der Saison 2010/11 erreichte er mit Platz drei in der Teamverfolgung in Berlin und mit jeweils Platz drei in Salt Lake City über 10.000 m und in Heerenveen über 5000 m seine ersten Podestplatzierungen im Weltcup. Bei den Einzelstreckenweltmeisterschaften 2011 in Inzell gewann er die Bronzemedaille in der Teamverfolgung und die Silbermedaille über 10.000 m Zudem wurde er in der Saison niederländischer Meister über 5000 m und errang zum Saisonende den dritten Platz im Gesamtweltcup über 5000/10.000 m. Im folgenden Jahr lief er bei den Einzelstreckenweltmeisterschaften in Heerenveen auf den sechsten Platz über 10.000 m und beim Weltcup in Heerenveen auf den dritten Platz über 10.000 m. In der Saison 2013/14 errang er in Inzell den dritten Platz im Massenstart und holte im Massenstart in Heerenveen seinen ersten Weltcupsieg und gewann damit zum Saisonende den Massenstart-Weltcup. Bei den Olympischen Winterspielen 2018 in Pyeongchang kam er auf den 15. Platz über 5000 m.

## Persönliche Bestzeiten
- 500 m 39,71 s (aufgestellt am 15. Oktober 2017 in Inzell)
- 1000 m 1:19,63 min (aufgestellt am 4. März 2007 in Assen)
- 1500 m 1:51,04 min (aufgestellt am 15. Oktober 2017 in Inzell)
- 3000 m 3:42,04 min (aufgestellt am 16. Dezember 2017 in Inzell)
- 5000 m 6:10,48 min (aufgestellt am 1. Dezember 2017 in Calgary)
- 10.000 m 12:43,57 min (aufgestellt am 21. November 2015 in Salt Lake City)

## Weltcupsiege im Einzel
| Nr. | Datum         | Ort        | Disziplin   |
| --- | ------------- | ---------- | ----------- |
| 1.  | 14. März 2014 | Heerenveen | Massenstart |